# Eric Alexander (Fußballspieler)

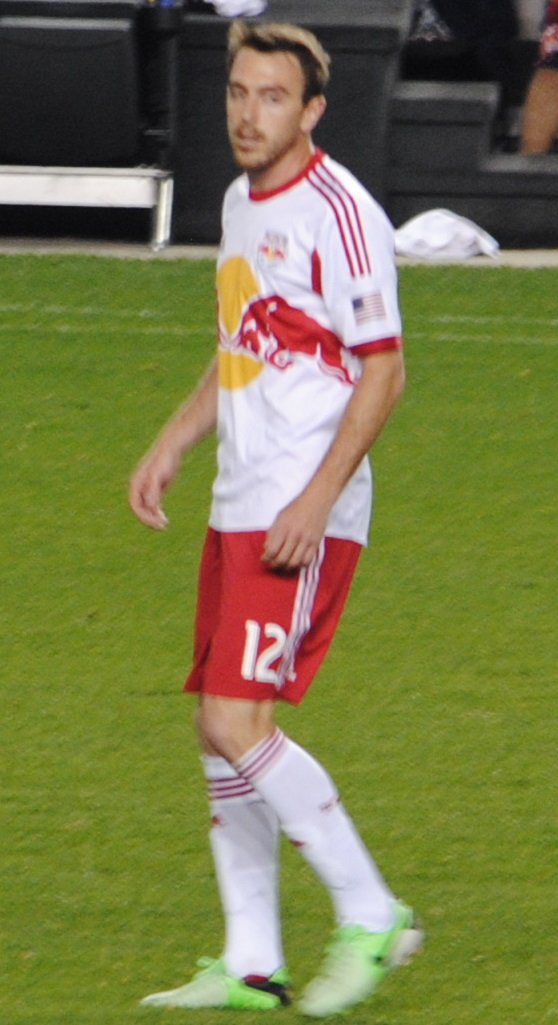
Alexander im Trikot der New York Red Bulls

Eric Alexander (* 14. April 1988 in Pittsburgh, Vereinigte Staaten) ist ein ehemaliger US-amerikanischer Fußballspieler, der als Mittelfeldspieler eingesetzt wurde. Er stand zuletzt beim FC Cincinnati unter Vertrag.

## Werdegang

### Vereinskarriere
Während seiner Jugend besuchte Eric Alexander die Portage Central High School, wo er für die Auswahlmannschaft der High School Fußball spielte. Hier fiel er durch überdurchschnittlich gute Leistungen auf. Im weiteren Verlauf besuchte er die Indiana University Bloomington, wo er ebenfalls für die Auswahlmannschaft aktiv war. Dort kam Alexander insgesamt auf 91 Einsätze, in denen er zwölf Tore erzielte und 13 weitere vorbereitete.
Ab 2006 spielte Alexander bei verschiedenen Vereinen in der USL Premier Development League: zunächst beim Kalamazoo Kingdom, dann 2007 bei West Michigan Edge und 2008 bis 2009 bei Kalamazoo Outrage.
2010 gelang ihm schließlich der Sprung in den nordamerikanischen Profifußball, indem er beim MLS SuperDraft vom FC Dallas ausgewählt und verpflichtet wurde. Sein erstes Spiel absolvierte er am 27. März gegen Houston Dynamo, sein erstes Tor gelang ihm am 14. August 2010 gegen DC United. Insgesamt spielte Alexander in den Spielzeiten 2010 und 2011 in 39 Spielen der Regular Season und zwei Playoff-Spielen für den FC Dallas.
Am 9. August 2011 wechselte Alexander von Dallas zu den Portland Timbers, wo er in den verbliebenen Spielen der Saison 2011 sowie der Saison 2012 insgesamt 30-mal spielte. Ein Tor für die Portland Timbers gelang ihm aber nicht.
Am 11. Februar 2013 wechselte Eric Alexander zu den New York Red Bulls. Dort konnte er sich in der Saison 2013 als wichtiger Stammspieler etablieren und wurde in allen 34 Spielen der Regular Season eingesetzt. Dasselbe gelang ihm in der Saison 2014. 2013 spielte Alexander zwei, 2014 fünf Spiele in den Playoffs.
Ende Januar 2015 wechselte er zusammen mit Ambroise Oyongo zum kanadischen Ligakonkurrenten Montreal Impact.

### Nationalmannschaft
Am 22. Januar 2011 spielte Alexander zum ersten Mal für die US-amerikanische Fußballnationalmannschaft, als er im Freundschaftsspiel gegen die chilenische Auswahl eingewechselt wurde. Danach kam es zunächst zu keinen weiteren Nationalmannschaftseinsätzen für Alexander.
Im Jahr 2014 wurde er erneut für die Auswahl nominiert. Im Freundschaftsspiel am 1. Februar 2014 gegen die südkoreanische Nationalmannschaft kam Alexander zu seinem zweiten Spiel für die Auswahl der Vereinigten Staaten.

## Privates
Alexander hat einen Hochschulabschluss in Finance, den er an der Kelley School of Business, einer Fakultät der Indiana University Bloomington, erworben hat.